# Nicolas Landry
Pour les articles homonymes, voir Landry.
Nicolas Landry est un historien canadien, né en 1956 à Village-Blanchard, au nord-est du Nouveau-Brunswick. Il a une maîtrise en histoire de l'Université de Moncton et un doctorat en histoire de l'Université Laval. Il est spécialisé dans l'histoire des pêches et il enseigne depuis 1990 à l'Université de Moncton. En 2002, il obtient le prix France-Acadie dans la catégorie Sciences humaines conjointement avec Nicole Lang pour leur ouvrage Histoire de l'Acadie, paru l'année précédente aux Éditions du Septentrion.

## Axes de recherche

### Histoire de l'Acadie
En 2001, Nicolas Landry publie aux Éditions du Septentrion, avec l'historienne Nicole Lang, une synthèse de l'histoire de l'Acadie en 300 pages, intitulée Histoire de l'Acadie. L'ouvrage ne s'intéresse qu'à l'« Acadie des Maritimes », et non à la diaspora acadienne. De plus, il n'y avait plus à l'époque de synthèse convenant à des universitaires mais, selon Gratien Allaire, elle est plus facile d'accès et d'utilisation que l'ouvrage L'Acadie des Maritimes de Jean Daigle, datant de 1993.
L'approche utilisée par les auteurs est celle des annales, courante depuis 1966, selon laquelle la démographie, l'économie et les questions sociales sous-tendent les événements historiques. D'ailleurs, l'ouvrage s'intéresse à toute la population, pas seulement l'élite. Il s'intéresse aussi aux femmes, souvent délaissées par les historiens. Nicolas Landry et Nicole Lang commencent toutefois par l'histoire politique, ce qui rend plus difficile la compréhension de certains événements, notamment le Grand Dérangement. Ils expliquent toutefois que le fait que le manque de définition exacte du territoire de l'Acadie rend difficile l'étude de son économie, autre que pour des secteurs comme l'agriculture, la pêche et l'exploitation forestière. D'ailleurs, l'une des thèses des historiens est que la notion de territoire, et surtout son occupation, est très importante pour comprendre l'histoire de l'Acadie. Toutefois, seules quatre cartes figurent dans l'ouvrage, et on n'y explique pas le type de terres habitées. La présence des Acadiens dans les grandes villes anglophones est aussi mal intégrée dans l'ouvrage selon Gratien Allaire.
La division des sept chapitres suit en général la norme de l'historiographie canadienne ou canadienne française ,. Les auteurs affirment que la fin de la période coloniale est l'année 1763 alors que selon Gratien Allaire, la plupart des historiens considèrent que c'est plutôt en 1849, avec l'arrivée du gouvernement responsable. Ce dernier se demande aussi si la période d'après la Deuxième Guerre mondiale ne devrait pas plutôt être séparée en deux chapitres, avec la décennie 1960 comme charnière. Joël Belliveau considère quant à lui que la construction de l'ouvrage est « efficace et appropriée » mais que la première moitié est mieux réussie, une situation compréhensible compte tenu de la vaste littérature disponible pour cette partie de l'histoire. Les auteurs ne tombent pas dans la « sentimentalité » pour leur description du Grand Dérangement, montrant à la fois le point de vue des Britanniques et des Acadiens. Selon Joël Belliveau, le passage le plus « captivant » du livre est la description des migrations des Acadiens à partir de 1755, alors que les auteurs s'en « tirent bien » pour la section sur la reconstruction, de 1763 à 1850. Toujours selon Joël Belliveau, les changements culturels sont moins bien documentés et l'explication de l'ethnogenèse des Acadiens est peu élaborée et peu convaincante. Selon le même historien, la deuxième partie souffre de la « jeunesse de l'histoire sociale acadienne », rendant difficile la compréhension du « vécu » de la population en dehors de l'élite. Même la culture politique de l'élite n'est pas toujours bien traitée et l'Ordre de Jacques Cartier, pourtant important dans le développement de l'Acadie, n'est mentionné qu'une seule fois. Finalement, l'« explosion culturelle et artistique » des années 1960 aurait mérité plus d'attention, selon Joël Belliveau. Selon lui, le langage parfois approximatif, le manque de notes de bas de pages et le fait que des écrits de domaines connexes comme l'anthropologie et la sociologie n'ont pas été intégrés nuisent à l'ouvrage, alors que l'illustration et la bibliographie en font les forces.
Somme toute, Gratien Allaire considère que leur ouvrage est un très bon résultat d'une « entreprise qui n'est pas sans difficulté » et qu'il remplace « avantageusement » les ouvrages précédents, alors que Joël Belliveau considère qu'il a du « mérite » et qu'il est un « incontournable ».

### Autres sujets

#### Une communauté acadienne en émergence: Caraquet, Nouveau-Brunswick, 1760-1860
L'ouvrage Une communauté acadienne en émergence, publié en 2009, est une synthèse, et non une monographie, couvrant quatre aspects de l'histoire de Caraquet: la propriété, la démographie, l'économie et la société. L'ouvrage se base sur les sources primaires et les études antérieures. Selon Marcel Martel, l'« analyse pointue » peut être « déroutante » mais cela reste un ouvrage accessible. De plus, il considère que l'auteur aurait pu explorer plus en profondeur les interactions au sein de la communauté, avec l'État et les communautés environnantes. Marcel Martel considère en fait que l'ouvrage a peu de failles et que son introduction est excellente.